# Gnetum oxycarpum
Gnetum oxycarpum är en kärlväxtart som beskrevs av Henry Nicholas Ridley. Gnetum oxycarpum ingår i släktet Gnetum och familjen Gnetaceae. Inga underarter finns listade i Catalogue of Life.